# 八坂神社 (久喜市)
八坂神社（やさかじんじゃ）は、埼玉県久喜市栗橋北にある神社。地名を冠して栗橋八坂神社（くりはしやさかじんじゃ）とも称される。

## 概要
JR東北本線および東武日光線の栗橋駅から南東に進んだ先に鎮座している。
創建は不詳。慶長年間（1596年-1615年）に利根川の大洪水に見舞われたことで、現在地に遷座した。寛永年間（1624年-1644年）に日光街道・奥州街道の栗橋宿が当地へ移転したことにより、栗橋宿の総鎮守として崇敬された。
市の有形文化財にも指定されている大神輿が有名で、（木更津市の八剱八幡神社、筑西市（旧・下館市）の羽黒神社、あるいは取手市の八坂神社などと共に）東京以外での「関東三大神輿」と称されたりもする。

## 祭神
- 素戔嗚尊